# Power Stone 2
Power Stone 2 (パワーストーン 2?, Pawā Sutōn Tsū) è un videogioco picchiaduro multigiocatore basato sul gameplay introdotto dal suo predecessore, Power Stone. I due titoli permettono di usare l'ambiente attorno ai personaggi, con visuale 3D.
Power Stone 2 fu creato come un gioco arcade, come molti altri per Dreamcast. Nonostante la relativa popolarità, Power Stone e il suo seguito sono rimasti gli unici giochi della serie. Originariamente era prevista anche un'edizione per PlayStation 2, in seguito cancellata. La versione per Dreamcast fu poi convertita nel 2006 per PlayStation Portable, con alcune migliorie tra cui l'aggiunta dei personaggi Kraken e Valgas, originariamente giocabili solamente nel primo capitolo e assenti nel secondo.

## Modalità di gioco
Rispetto al predecessore Power Stone 2 ha nuove voci, la perdita del sistema di combo e della barra di vita verticale. Il sequel dispone dello stesso stile di combattimento 3D, ma ora è possibile giocare fino in quattro contemporaneamente. Ci sono nuove mappe, alcune delle quali contengono più aree. Power Stone 2 dispone di un nuovo arsenale di armi, che spazia da pistole futuristiche a bacchette magiche. I giocatori possono collezionare questi oggetti in una speciale modalità "Avventura", che ha una struttura simile a un action RPG; poi possono essere scambiati nella sezione "Item Shop", o combinati assieme per formare nuovi oggetti.

### Personaggi utilizzabili
I personaggi sono gli stessi del primo Power Stone (meno i personaggi nascosti Kraken e Valgas) più alcuni nuovi: Accel, Gourmand, Julia, Pete, Mel e Pride.
| Personaggio                                             | Descrizione                                               | Doppiatore       |
| ------------------------------------------------------- | --------------------------------------------------------- | ---------------- |
| Edward Falcon (Edward Fokker nella versione giapponese) | Aviatore dalla Terra del Sole, figlio di Pride            | Ryō Horikawa     |
| Ayame                                                   | Geisha/Ninja dalla Terra della Luna                       | Hikari Tachibana |
| Gunrock                                                 | Grosso minatore dalla Terra dell'Oro                      | Yōsuke Akimoto   |
| Ryoma                                                   | Samurai dalla Terra dalla Terra della Luna                | Atsushi Tanaka   |
| Wang-Tang                                               | Cuoco esperto di arti marziali dalla Terra dei Boschi     | Sayaka Aida      |
| Galuda (Garuda nella versione giapponese)               | Forte guerriero nativo americano della Terra della Roccia | Jūrōta Kosugi    |
| Rouge                                                   | Bella gitana dalla Terra del Fuoco                        | Sakiko Tamagawa  |
| Jack                                                    | Serial killer dal volto coperto                           | Wataru Takagi    |
| Pete                                                    | Giocattolo vivente simil Pinocchio                        | Ayumi Kida       |
| Julia Whitepearl                                        | Ricca signora                                             | Fujiko Takimoto  |
| Gourmand                                                | Grosso Cuoco                                              | Ryūzaburō Ōtomo  |
| Accel                                                   | Cowboy mascherato                                         | Akira Ishida     |
| Mel                                                     | Negoziante                                                | Hikari Tachibana |
| Pride Falcon (Pride Fokker nella versione giapponese)   | Aviatore dalla Terra del Sole, padre di Falcon            | Yōsuke Akimoto   |

### Boss
- Pharaoh Walker - Una sfinge gigante robot, controllata da una piccola creatura. Per sconfiggerla, bisogna distruggere due gambe affinché il mostro cada e poi colpire la testa.
- Dr. Erode - Un mostro seduto ad un tavolo. Per colpirlo bisogna usare gli oggetti sul tavolo e lanciarli sulla sua testa. Quando è gravemente danneggiato, il suo cuore apparirà e potrà essere colpito.

## Accoglienza
La rivista Retro Gamer lo ha classificato come il quattordicesimo miglior gioco uscito per Dreamcast su un massimo di venticinque titoli.